# Pseuderosia
Pseuderosia és un gènere de papallones nocturnes de la subfamília Drepaninae.

## Taxonomia
- Pseuderosia cristata Snellen, 1889
- Pseuderosia desmierdechenoni Holloway, 1998
- Pseuderosia humiliata (Walker, 1861)